# Asplenium rhomboidale
Asplenium rhomboidale är en svartbräkenväxtart som beskrevs av Nicaise Augustin Desvaux. Asplenium rhomboidale ingår i släktet Asplenium och familjen Aspleniaceae. Inga underarter finns listade.